# Maxim Mrva
Maxim Mrva (* 2. srpna 2007 Prostějov) je český profesionální tenista. Jeho kariérním maximem je 2. místo na juniorském kombinovaném žebříčku ITF, kterého dosáhl dne 2. září 2024. Spolu s Reiem Sakamotem získal na juniorském US Open 2024 titul ve čtyřhře.

## Dětství
Narodil se 2. srpna 2007 v Prostějově. S tenisem začal v pěti letech, kdy ho k němu přivedl jeho starší bratr. Jeho oblíbeným tenistou je Australan Nick Kyrgios. Ve svém rodném městě nastupuje za TK Agrofert Prostějov.

## Tenisová kariéra
V roce 2021 vyhrál turnaj Petits As, kde ve finále porazil Federica Cinu. Tento turnaj je určen pro tenisty ve věku 12 až 14 let. V lednu 2023 debutoval na juniorském Australian Open, kde se dostal do druhého kola dvouhry. V září 2024 získal společně s Japoncem Reiem Sakamotem titul v juniorské čtyřhře na US Open 2024.
Na začátku roku 2025 byl poprvé nominován do českého Daviscupového týmu. Premiéru v něm si odbyl 1. únoru 2025, kdy porazil Korejce Sin San-huie poměrem dvakrát 7:6.

## Finále ITF World Tennis Tour

### Dvouhra: 1 (1 titul)
| Legenda       |
| ------------- |
| ITF WTT (1–0) |

| Výsledek | V–P | Datum         | Turnaj                   | Úroveň | Povrch | Soupeř      | Skóre    |
| -------- | --- | ------------- | ------------------------ | ------ | ------ | ----------- | -------- |
| Výhra    | 1–0 | 24. září 2024 | ITF M15 Pardubice, Česko | WTT    | antuka | Miloš Karol | 6–4, 7–5 |

## Finále na juniorském Grand Slamu

### Čtyřhra: 1 (1 titul)
| Výsledek | Rok  | Turnaj            | Povrch       | Partner      | Soupeři                  | Skóre         |
| -------- | ---- | ----------------- | ------------ | ------------ | ------------------------ | ------------- |
| Výhra    | 2024 | juniorské US Open | Tvrdý povrch | Rei Sakamoto | Denis Peták Flynn Thomas | 7–5, 7–6(7–1) |